# Jan Ruff O'Herne
Jan Ruff O'Herne (Bandung, Indias Orientales Neerlandesas, 18 de enero de 1923-Adelaida, Australia, 19 de agosto de 2019) fue una activista por los derechos humanos neerlandesa conocida por sus campañas y discursos en contra de la violencia sexual en las guerras. Durante la Segunda Guerra Mundial, O'Herne estuvo entre las mujeres forzadas a la esclavitud sexual por el Ejército Imperial Japonés. Cincuenta años después la guerra, O'Herne decidió hablar públicamente para exigir una disculpa formal por parte del gobierno japonés y para señalar el sufrimiento de otras «mujeres de consuelo».

## Biografía
Ruff O'Herne nació en 1923 en Bandung, Indias Orientales Neerlandesas (ahora Indonesia), colonia del Imperio neerlandés. Durante la ocupación japonesa de las Indias Orientales Neerlandesas, O'Herne y miles de mujeres neerlandesas fueron forzadas a duros trabajos físicos en un campo de prisioneros en Ambarawa, Indonesia. En febrero de 1944, oficiales japoneses de alto rango llegaron al campo y ordenaron a todas las jóvenes solteras, de 17 años en adelante, a ordenarse en fila. Diez jóvenes fueron escogidas; O'Herne, con 21 años, era una de ellas. O'Herne y otras seis jóvenes fueron llevadas por oficinistas japoneses a una vieja casa colonial neerlandesa en Semarang. Las muchachas pensaron que serían forzadas a trabajo industrial o usadas para propaganda. Pronto se dieron cuenta de que la casa sería convertida en un prostíbulo militar.
En su primer día se les tomó fotografías y estas fueron mostradas en el área de recepción. Los soldados escogían la mujer que querían de entre las fotos. Se les dieron nombres japoneses; todos eran nombres de flores. Durante los siguientes tres meses, las mujeres fueron repetidamente violadas y golpeadas. O'Herne peleó contra los soldados cada noche y hasta cortó su pelo para hacerse fea a los soldados japoneses. Dejarse el cabello corto tuvo el efecto contrario, sin embargo, haciéndola una curiosidad. Poco antes del final de la Segunda Guerra Mundial, las mujeres fueron trasladadas a un campo en Bogor, Java occidental, donde fueron reunidas con sus familias. Los japoneses les advirtieron que si contaban a alguien lo sucedido, ellas y sus familias serían asesinadas. Mientras muchos de los padres suponían lo que había pasado, la mayoría de las jóvenes se mantuvieron en silencio, incluyendo O'Herne.
Después del final de la guerra y de que O'Herne fuera liberada, ella conoció a Tom Ruff, un miembro de la milicia británica. Se casaron en 1946. Después de vivir en Gran Bretaña la pareja emigró a Australia, en 1960, donde criaron a sus dos hijas, Eileen y Carol. En cartas que ella escribió a Tom antes de su matrimonio, O'Herne alude a lo que ha pasado durante la guerra y pide paciencia si se casan. Por décadas después de la guerra, O'Herne continúa teniendo pesadillas y sintiéndose temerosa, especialmente durante relaciones sexuales con su esposo. Ellos tuvieron un buen matrimonio, pero la experiencia de O'Herne como mujer de confort ha continuamente afectado su vida.

## Activismo político
En las décadas posteriores a la guerra, O'Herne no habló públicamente sobre su experiencia hasta 1992, cuando tres mujeres de confort coreanas pidieron una disculpa y una compensación por parte del gobierno japonés. Inspirada por las acciones de estas mujeres y queriendo ofrecer su apoyo, O'Herne decidió hablar también. En 1994 publicó sus memorias personales bajo el título Fifty Years of Silence, que documenta las luchas que enfrentó mientras secretamente vivía la vida de una sobreviviente de la violencia sexual de guerra.